# Johanna Selbach
Johanna Katarina Selbach, detta Jopie (Haarlem, 27 luglio 1918 – Zoetermeer, 30 aprile 1998), è stata una nuotatrice olandese.
Specializzata nello stile libero ha vinto la medaglia d'oro alle olimpiadi di Berlino 1936 nella staffetta 4 × 100 m sl.

## Palmarès
- Olimpiadi

Berlino 1936: oro nella staffetta 4 × 100 m sl.
- Europei

1934 - Magdeburgo: oro nella staffetta 4 × 100 m sl.